# Barrio Santa Rosa (Morón)
Barrio Santa Rosa es un barrio de la localidad de Castelar, Partido de Morón, en la Provincia de Buenos Aires, Argentina.

## Historia
Santa Rosa es como se conocía a la actual ciudad de Ituzaingó hasta la llegada del Ferrocarril Sarmiento que nombró así a la estación en honor a la Batalla de Ituzaingó. La zona que conforma el actual Barrio Santa Rosa se encontraba dentro de la localidad de Ituzaingó cuando esta era parte del Partido de Morón hasta su división en 1994, sin embargo el traspaso de localidad ya se había dado en 1982. En ese entonces se desarrolló un debate por los límites de ambos partidos y se terminó decidiendo la Avenida Blas Parera como división así de esta manera el Partido de Morón no perdía el Gorki Grana ni parte de la Base Aérea de Morón. De esta manera el Barrio Santa Rosa quedó en los límites de la localidad de Castelar, dentro del Partido de Morón aunque en muchos documentos antiguos (como loteos) figuraba dentro del Partido de Ituzaingó.

## Geografía

### Ubicación
Barrio Santa Rosa se encuentra actualmente en la parte sur de la localidad de Castelar, limita al norte con el Barrio Seré siendo Arena la división, al sur con Barrio Marina y Barrio San Juan siendo Maestra Gachet la calle divisoria, al este con la Base Aérea de Morón, y al oeste con Ituzaingó en Blas Parera. Sus calles principales son la Avenida Fray Bottaro que la conecta de este a oeste, y la calle Coronel Lacarra que la recorre de norte a sur, el centro del barrio suele denominarse "triangulo" al borde con el partido de Ituzaingó, llamado así porque la Avenida Blas Parera se abre en cuatro calles, Beltrán hacia el lado de Ituzaingó Sur llegando a la Ciudad de Libertad, la continuación de Blas Parera, Berlín y la Avenida Fray Bottaro.

## Deportes

### Sociedad de Fomento Santa Rosa y Asociación Atlética Los Portones
En el Barrio Santa Rosa destacan dos clubes de varias disciplinas, uno es la Sociedad de Fomento Santa Rosa, donde además de futbol, se practican danzas, artes marciales y boxeo. Esta Sociedad de Fomento cuenta con un centro de jubilados, gimnasio, peluquería entre otros y se encuentra ubicado en la Avenida Fray Bottaro. La otra institución destacable es la Asociación Atlética Los Portones sobre la calle Lacarra, ubicada dentro de los límites de la Base Aérea de Morón, ambas entidades utilizan los colores Azul y Blanco.

### Ciudad Deportiva del Club Atlético Ituzaingó
A pesar de no estar estrictamente dentro de los límites de la localidad, se ha vuelto muy importante para la realización del deporte la inauguración de la ciudad deportiva del Club Atlético Ituzaingó sobre Avenida Blas Parera, en la puerta del barrio. Este predio representa un salto de calidad a la hora de querer alcanzar la profesionalidad en cualquier deporte, además de la importancia que adquiere al ser un club muy arraigado al barrio.

## Recreación
Recientemente desde el Barrio Santa Rosa se ha incorporado un ingreso a la Reserva Natural, esta reserva es un espacio verde de más de 70 ha con una diversa flora y fauna que se mantiene intacta en medio de la urbanización conurbanense. Este ingreso se puede hacer desde la calle Ortuzar y Passadore.

## Sismicidad
La región responde a las subfallas «del río Paraná», y «del río de la Plata», y a la falla de «Punta del Este», con sismicidad baja; y su última expresión se produjo el 5 de junio de 1888 (136 años), a las 3.20 UTC-3, con una magnitud aproximadamente de 5,0 en la escala de Richter (terremoto del Río de la Plata de 1888).
La Defensa Civil municipal debe advertir sobre escuchar y obedecer acerca de
Área de
- Tormentas severas, poco periódicas, con Alerta Meteorológico
- Baja sismicidad, con silencio sísmico de 136 años